# Záhorská Bystrica
Záhorská Bystrica (deutsch Bisternitz, ungarisch Pozsonybeszterce – bis 1907 Beszterce) ist ein Stadtteil im Norden Bratislavas mit 7305 Einwohnern (Stand 31. Dezember 2022), am Fuße der Kleinen Karpaten gelegen.

## Beschreibung und Geschichte

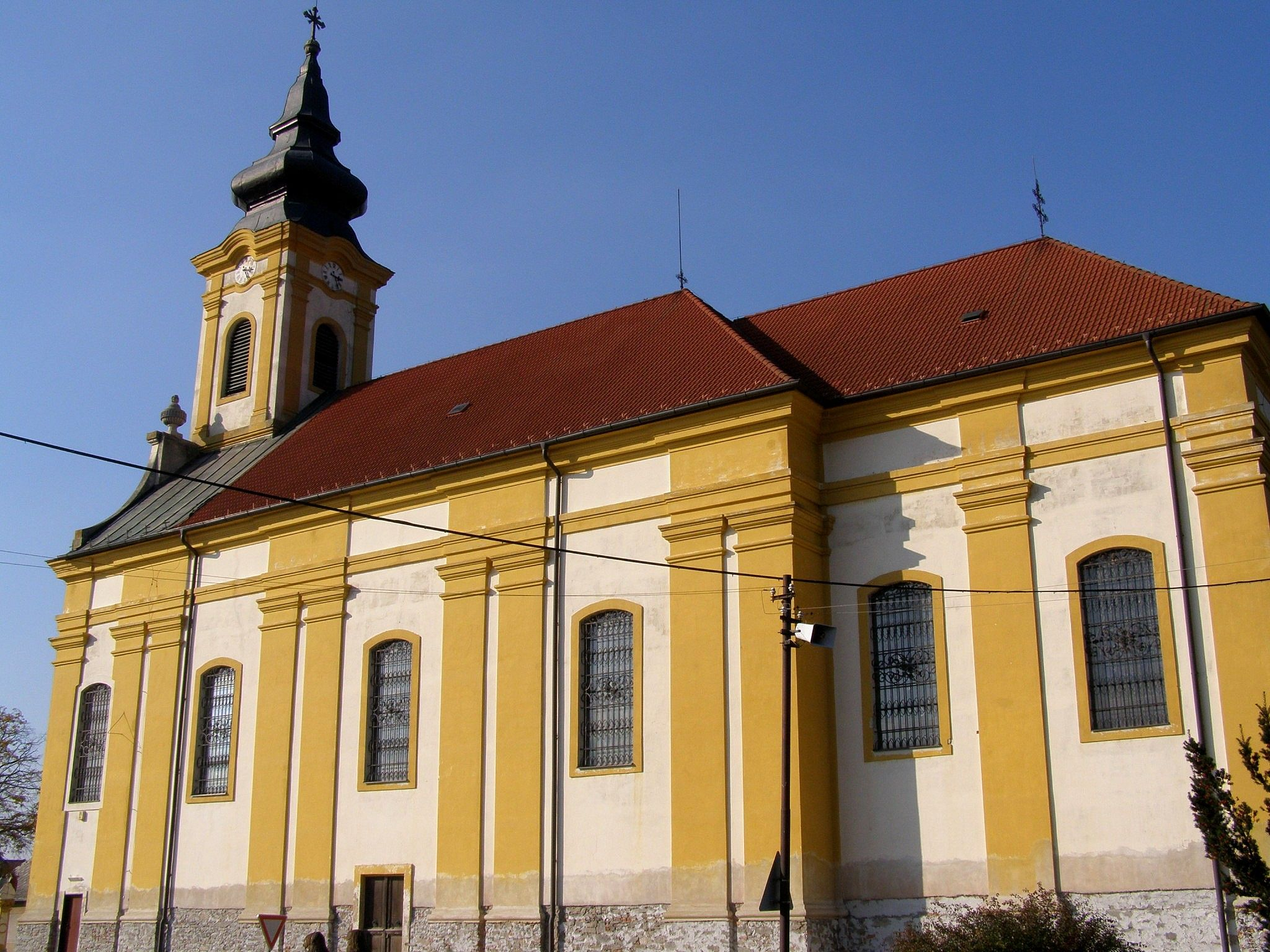
Peter-und-Paul-Kirche

Der Ort wurde 1208 zum ersten Mal urkundlich als Bisztric erwähnt und war ab 1520 stark durch den Zuzug kroatischer Siedler beeinflusst. Am 1. Januar 1972 kam er als Stadtteil zur Stadt Bratislava, behielt aber weitgehend seinen ländlichen Charakter.

## Bevölkerung
Nach der Volkszählung 2011 wohnten im Stadtteil Záhorská Bystrica 3.395 Einwohner, davon 3.165 Slowaken, 37 Tschechen, 25 Deutsche, 19 Magyaren, 10 Russinen, jeweils sieben Russen und Ukrainer, drei Kroaten, jeweils zwei Bulgaren, Mährer, Polen und Roma und ein Serbe. 20 Einwohner gaben eine andere Ethnie an und 93 Einwohner machten keine Angabe zur Ethnie.
2067 Einwohner bekannten sich zur römisch-katholischen Kirche, 104 Einwohner zur Evangelischen Kirche A. B., 32 Einwohner zur griechisch-katholischen Kirche, 21 Einwohner zur orthodoxen Kirche, 13 Einwohner zu den Zeugen Jehovas, sieben Einwohner zur reformierten Kirche, sechs Einwohner zu den christlichen Gemeinden, fünf Einwohner zur apostolischen Kirche, jeweils drei Einwohner zu den Siebenten-Tags-Adventisten und zur evangelisch-methodistischen Kirche, zwei Einwohner zu den Brethren sowie jeweils ein Einwohner zu den Baptisten, zu den Mormonen und zur jüdischen Gemeinde. 40 Einwohner bekannten sich zu einer anderen Konfession, 844 Einwohner waren konfessionslos und bei 245 Einwohnern wurde die Konfession nicht ermittelt.

## Religion
Die Pfarrei St. Peter und Paul (Farnosť svätých Petra a Pavla) in Záhorská Bystrica gehört zum Dekanat Bratislava Nord (Bratislava-sever) des lateinischen Erzbistums Bratislava. Die Katholiken des byzantinischen Ritus sind der Kathedralpfarrei Bratislava-Altstadt der Eparchie Bratislava und ihrer Kathedralkirche, der Kreuzerhöhungskirche, zugeordnet.

## Bauwerke und Denkmäler
- römisch-katholische Peter-und-Paul-Kirche aus dem Jahr 1834
- Gebäude im regionaltypischen Baustil
- Krematorium und Urnenhain Bratislava aus den Jahren 1967–1968, ein Werk des Architekten Ferdinand Milučký

Siehe auch: Liste der denkmalgeschützten Objekte im Okres Bratislava IV

## Wirtschaft
Záhorská Bystrica ist Sitz des slowakischen Fernsehsenders TV Markíza.